# Antonín Plánovský
Antonín Plánovský (* 10. listopadu 1959 Opava) je bývalý československý hokejový obránce.

## Hráčská kariéra
Ligovou kariéru zahájil během povinné základní vojenské služby, kterou strávil v Dukle Trenčín. Jeho hokejový osud je ale zejména spojen s klubem TJ Vítkovice. Největšího úspěchu tým za jeho působení dosáhl v sezóně 1982/1983, kdy obsadil v lize druhé místo, osm bodů za jihlavskou Duklou.
Jako reprezentant se zúčastnil jednoho šampionátu, a to MS 1982 ve Finsku, kde získal stříbrnou medaili. V reprezentačním dresu mezi roky 1981 až 1983 odehrál celkem 24 zápasů a vstřelil 2 góly.
Díky otevření hranic se jako hráč podíval do Švédska a Německa, po čtyřech sezónách se vrátil do Čech, kariéru zakončil v HC Přerov.

## Ocenění a úspěchy
- 1995 Postup s klubem HC Železárny Třinec do ČHL

## Trenérská kariéra
Jako trenér dospělých působil dvě sezóny v HK Krnov. V posledních letech se věnuje trénování opavské hokejové mládeži.